# Снега кающихся
«Снега кающихся», «кающиеся снега» или кальгаспоры (от нем. Büßerschnee, «кающиеся снега»; также «Кающиеся монахи», «Пенитентес», кающиеся фирны) — своеобразные образования на поверхности снеговых и фирновых полей в виде наклонных игл или пирамид высотой до 6 метров в высокогорьях тропиков и субтропиков, издали производящие впечатление толпы коленопреклоненных монахов. На леднике Кхумбу горы Эверест обнаружены «кающиеся монахи» высотой до 30 м.
Для альпинистов этот тип ледника представляет собой сложное препятствие, но небольшие кальгаспоры значительно облегчают движение по крутым ледовым или фирновым склонам, образуя ступеньки.
«Кающиеся монахи» образуются в условиях высокого стояния солнца, сухости воздуха и сильной инсоляции на участках, лишенных моренного покрова или усеянных редкой галькой, вследствие неравномерного таяния фирна. Проталины возникают по направлению падающих косо солнечных лучей (Килиманджаро, Чимборасо).
Исследования этого природного явления ведутся несколькими группами учёных как в естественных, так и в лабораторных условиях, однако окончательный механизм зарождения кристаллов «кающихся монахов» и их роста пока не установлен.
Опыты показывают, что значительную роль в нём играют процессы абляции, циклического подтаивания и замерзания воды в условиях низких температур и определённых значений солнечной радиации.
- Кающиеся снега в Рио-Бланко, Центральные Анды, Аргентина
- Кающиеся снега в кратере Рейнира, США
- Название «кающиеся» («пенитентес») произошло от одноимённого названия головных уборов монахов

Термин «Кающиеся снега» (нем. Büßerschnee) предложен художником и альпинистом Рудольфом Решрайтером, впервые во время экспедиции в Чимборасо и Котопахи описавшим и изобразившим этот феномен. Наклонные зубцы напоминали ему кающихся с наклоненной головой и склоненной спиной.